# Christian Polito

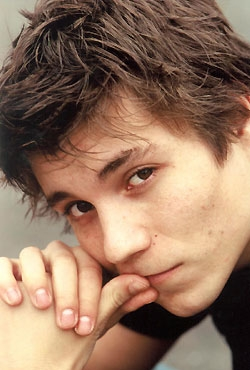
Christian Polito (2007)

Christian Polito (* 21. Oktober 1981 in München) ist ein deutscher Schauspieler und Fernsehmoderator.

## Leben
Bereits 1987 stand Polito zum ersten Mal vor der Kamera. Nach diversen kleineren Rollen bekam er bereits ein Jahr später unter der Regie von Heidi Kranz seine erste Hauptrolle in dem sechsteiligen Fernsehspiel Anton wohin (unter anderem mit Willy Harlander, Wolfgang Fierek und Monika Baumgartner). Es folgten zahlreiche Rollen in Film- und Fernsehproduktionen, unter anderem Hauptrollen in Filmen wie Schlösser und Thommi und Claudia in Gefahr.
Anfang 2003 entschied sich Christian Polito seine bisherige Karriere hauptberuflich fortzusetzen und legte mit der Hauptrolle in dem Hochschulfilm DNX-Das Mutanteninternat (unter anderem mit Ivonne Schönherr, Tom Lass, Sylta Fee Wegmann und Manuel Cortez) der Filmakademie Ludwigsburg, welches in Zusammenarbeit mit RTL realisiert wurde, einen weiteren Grundstein. Nach einigen Episodenrollen in diversen Fernsehserien wurde er für eine der sechs Hauptrollen in dem Kinofilm Höhere Gewalt (mit Vinzenz Kiefer, Alice Dwyer, Tobias Schenke, Natalie Spinell und Anna Bertheau) gecastet. Der Film wurde unter anderem für den First Steps Award nominiert und erhielt auf dem Max Ophüls Filmfestival den Preis der Schüler-Jury.
Einem breiteren Publikum wurde Christian Polito bekannt, als er 2006 neben Singa Gätgens die Kindersendung Kobold TV moderierte und neben Rollen in bekannten Serien wie Der Alte, Um Himmels Willen, Siska, SOKO 5113 und Die Rosenheim-Cops zusätzlich eine durchgehende Gastrolle in der Serie Marienhof übernahm.
2008 übernahm er eine der Hauptrollen in dem für die ARD produzierten Märchen Tischlein deck dich. Unter der Regie von Ulrich König gaben sich unter anderem Schauspieler wie Christine Neubauer, Helmut Zierl, Ludger Pistor, Karin Thaler, Winfried Glatzeder, Ingo Naujoks, Michael Brandner und Dietmar Bär die Ehre. Christian Polito spielte Jockel Klopstock, einen der drei Brüder, die in die Ferne ziehen, um ihr Glück zu finden.

## Filmografie
- 1987: Misson Eureka – Regie: Hans Peter Wirth – ZDF
- 1988: Übrigens – ich heiße Julia – Regie: Markus Bräutigam – BR
- 1988: Anton wohin – Hauptrolle – Regie: Heidi Kranz – ARD
- 1988: Wartesaal zum kleinen Glück – Regie: Wolf Dietrich – BR
- 1988: Frauen in Arbeitssicherheit – BR
- 1989: Auf dem Abstellgleis – Regie: Bernd Fischerauer – BR
- 1989: McDonald’s-Werbespot – Regie: Helmut Dietl
- 1989: Mission Eureka – Regie: Klaus Emmerich – ZDF
- 1990: Thommi und Claudia in Gefahr – Hauptrolle – Regie: Joachim B. Girnth – Schweizer Fernsehen
- 1990: Schlösser – Hauptrolle – Regie: Peter Zobel – ZDF
- 1990: Elternsprechstunde – Episodenrolle – Regie: Hannes Meier – BR
- 1990: Elternsprechstunde – Regie: Hannes Meier – BR
- 1991: Wie würden sie entscheiden – Regie: Renate Vacano – ZDF
- 1992: Wir Enkelkinder – KINO – Regie: Bruno Jonas – Rialto Film
- 1992: Zu zweit geht alles besser – Hauptrolle – Regie: Dagmar Damek – ZDF
- 1992: Das Auge Gottes – Episodenrolle – Regie: Claus Peter Witt – ZDF
- 1992: Fit und fair – Episodenrolle – Regie: Hannes Meier – BR
- 1992: Familienzeit – Regie: Hannes Meier – BR
- 1993: Der Clown und die Zähne des Zauberers – Hauptrolle – Regie: Bodo Schwarz – BR
- 1993: Der Raumausstatter – Episodenrolle – Regie: Hannes Meier – BR
- 1994: Knall auf Fall – Episodenrolle – Regie: Hannes Meier – BR
- 1994: Familienzeit – Regie: F. Brügel – BR
- 1994: Aber ehrlich – Regie: Christoph Schwere – ZDF
- 1994: Fair, sicher, gelassen – Episodenrolle – Regie: Hannes Meier – BR
- 1995: Sau sticht – Regie: Heidi Kranz – ZDF
- 1996: Knall auf Fall – Episodenrolle – Regie: Hans-Jürgen Tögel – BR
- 1996: Knall auf Fall – Episodenrolle – Regie: Hans Meier – BR
- 1997: Silvia – Eine Klasse für sich – Regie: Heidi Kranz – Sat 1
- 1998: Dr. Stefan Frank – Der Arzt, dem die Frauen vertrauen – Schlagabtausch – Regie: Hans-Jürgen Tögel – RTL
- 2000: Weißblaue Wintergeschichten – Regie: Peter Weissflog – ZDF
- 2000: Marienhof – Regie: diverse – ARD
- 2001: Siska – Regie: Hans-Jürgen Tögel – ZDF/ORF
- 2002: Es muss Liebe sein – McDonald’s-Werbespot – Regie: Dennis Gansel
- 2003: Halt durch Paul – Paul greift durch – Regie: Ulrike Hamacher – ZDF
- 2004: SOKO 5113 – Episodenrolle – Regie: Jörg Schneider – ZDF
- 2004: D.N.X. – Das Mutanteninternat – Hauptrolle – Regie: Nico Zingelmann – Pilotfilm der Filmakademie Baden-Württemberg
- 2005: Höhere Gewalt – Kino – Hauptrolle – Regie: Lars Henning Jung – Dipl. Film der Filmakademie Baden-Württemberg
- 2005: Die Rosenheim-Cops – Salsa in den Tod
- 2005: Wölfe und Menschen – Kurzfilm – Regie: Hasko Sadrina – Filmakademie Baden-Württemberg
- 2006: Siska – Der unbekannte Feind – Episodenrolle – Regie: Vadim Glowna – ZDF/ORF
- 2006–2011: Marienhof – durchgehende Episodenrolle – Regie: diverse – ARD
- 2006: Kobold TV – Kinderprogramm – Moderator – Regie: Michael Bentele – ARD, BR, KIKA
- 2006: Schlawiner Club – Backstagereportage/Moderation vom „Prix Jeunesse“ – BR
- 2007: Dahoam is Dahoam – Regie: Thomas Stammberger – Constantin Television für BR
- 2007: Der Alte – Krimiserie – Regie: Vadim Glowna – ZDF/ORF
- 2007: Um Himmels Willen – Regie: Ulrich König – ndF für ARD
- 2007: Der Alte – Krimiserie – Regie: Hartmut Griesmayr – ZDF / ORF
- 2008: Der Bergdoktor – Vorabendserie – Regie: Axel De Roche – NdF für ZDF / ORF
- 2008: Die Rosenheim-Cops – Eine Mordsrechnung – Episodenrolle – Regie: Jörg Schneider – ZDF
- 2008: Tischlein deck dich (ARD-Märchenfilmreihe Sechs auf einen Streich) – Hauptrolle – Regie: Ulrich König – Askania Media für ARD
- 2008: Der Alte – Folge 327: Die Nacht kommt schneller als du denkst
- 2009: Genug ist nicht genug – Hauptcast – Regie:Thomas Stiller – TeamWork Television & Film GmbH für ARD
- 2009: Ein Haus voller Töchter – durchgehende Episodenrolle – Regie:diverse – Das Vierte
- 2010: Die Insider – Trailer zur Serie, Hauptrolle – Regie: Max Löther
- 2010: 25 Jahre – Lunaworx – Regie: Johannes Brunner
- 2010: Manchmal – Musikvideoclip – Regie: Mariko Minoguchi
- 2011: History TV – Regie: Nico Jaeger
- 2012: Schallpoet, Leben – Regie: Daniela Grießer
- 2012: Aktenzeichen XY, Fall Bögerl – Regie: Boris Keidies
- 2013: Aktenzeichen XY – Regie: diverse – ZDF
- 2014: Dahoam is Dahoam – Regie: diverse – BR
- 2015: Aktenzeichen XY – Regie: diverse – ZDF
- 2016. Aktenzeichen XY – Regie: diverse -ZDF